# Яппаров, Тагир Галеевич
Тагир Галеевич Яппаров, Председатель Совета директоров группы компаний АйТи

## Биография и карьера
Родился 18 апреля 1963 в городе Уфа (Башкортостан), в семье преподавателя ВУЗа и врача. В 1980 г. поступил на очное отделение Физического факультета Московского государственного университета им. М. В. Ломоносова. В 1986 г. окончил физфак МГУ, в 1989 г. — аспирантуру факультета вычислительной математики и кибернетики МГУ.
В ноябре 1990 г. вместе со своим сокурсником Игорем Касимовым основал компанию Айти, где занимал должность директора, затем — генерального директора. Отвечает за общее руководство и стратегическое развитие компании.[стиль]
По результатам различных авторитетных корпоративных опросов и рейтингов, Тагир Яппаров входит в число наиболее профессиональных руководителей компаний на российском ИТ-рынке.
В рейтинге высших руководителей — 2010 газеты «Коммерсантъ» занял VII место в номинации «Информационные технологии».

## Семья
Тагир Яппаров женат, имеет троих сыновей.

## Хобби
Тагир Яппаров пристрастился к джазовой музыке лет с четырнадцати. Слушал дома, в Уфе, вместе со старшими братьями и их друзьями записи джаза и альтернативной музыки. Приехав в Москву, Тагир стал посещать джазовые концерты.
На физфаке МГУ он слыл «знатоком» американской музыки и литературы.
Еще в 1987 г., уже будучи аспирантом МГУ, Тагир познакомился с известным российским джазменом Алексеем Козловым, которого консультировал по вопросам применения компьютеров для обработки музыки.
В 90-е годы «АйТи» под руководством Яппарова решила заняться изданием музыкальных дисков. Фирма «Мелодия» передала Тагиру Яппарову права на издание всех записей советского джаза, имевшихся в архивах «Мелодии». Для начала планировалось издать 4 диска — полный архив группы «Арсенал». Вскоре поняв, что для этого нужен профессионал, Тагир пригласил издателя — Андрея Феофанова, который был уже хорошо известен в музыкальном бизнесе.
Выпустив эти диски, Тагир Яппаров и Андрей Феофанов вместе учредили компанию «Богема Мьюзик»(BMR), которая специализируется на издании джаза, классической, духовной и фольклорной музыки. Андрей стал генеральным продюсером компании. Сейчас в её каталоге уже 150 изданий.